# Charles Galton Darwin
Charles Galton Darwin (18 de diciembre de 1887-31 de diciembre de 1962) fue un físico inglés, nieto de Charles Darwin. Sirvió como director del Laboratorio Nacional de Física (NPL) durante la Segunda Guerra Mundial.

## Biografía
Charles G. Darwin nació en Cambridge, Inglaterra, dentro de una dinastía de científicos, artistas y profesionales: hijo de un astrónomo, George Howard Darwin, y nieto de Charles Darwin (su segundo nombre parece aludir a un primo segundo de su abuelo llamado Francis Galton, polímata, antropólogo, geógrafo, explorador, inventor, meteorólogo, estadístico, psicólogo británico con un amplio espectro de intereses). Su madre, Maud du Puy, era de Filadelfia, Pensilvania. Su hermana mayor fue la artista Gwen Raverat, y su hermana menor, Margaret, se casó con Geoffrey Keynes, el hermano del economista John Maynard Keynes.Su hermano menor, William Robert Darwin, fue corredor de bolsa en Londres.[cita requerida]
Charles G. Darwin se educó en el Marlborough College, y en 1910 se graduó en matemática por el Trinity College, Cambridge. Se aseguró entonces un puesto de máster en la Universidad Victoria de Mánchester, trabajando a las órdenes de profesores como Ernest Rutherford y Niels Bohr sobre la teoría atómica de Rutherford. En 1912, sus intereses científicos se desarrollaron, utilizando sus conocimientos matemáticos, en la asistencia a Henry Moseley en su teoría sobre la difracción de rayos X. Sus dos comunicaciones científicas de 1914 sobre la difracción de rayos X en cristales perfectos son ya referencias clásicas.
En 1925 se casó con Katharine Pember, una matemática, y tuvieron cinco hijos:
- Cecily Darwin (1926)
- George Pember Darwin (1928-2001)
- Henry Galton Darwin (1929-1992)
- Francis William Darwin (1932-2001)
- Edward Leonard Darwin (1934)

De jubilado, volcó su atención en temas relacionados con la población mundial, la genética y la eugenesia. Sus conclusiones fueron muy pesimistas y conllevaban una resignada creencia hacia un destino final de la humanidad dirigida hacia una inevitable catástrofe maltusiana, como describió en su libro de 1952 "El próximo millón de años" (The Next Million Years). Murió en Cambridge.

## Reconocimientos y premios
Fue caballero del Imperio Británico y miembro de la Royal Society.